# Свети Никола (Хочища)
Вижте пояснителната страница за други значения на Свети Никола.
„Свети Никола“ (на албански: Kisha e Shen Kollit) е православна църква в село Хочища, Южна Албания.

## Описание
Църквата е разположена в центъра на селото. Строителството започва преди 1900 година, но прекъсва по време на Първата световна война. Църквата има стенописи, дело на зографа Ничи Зенго от Дарда, но те изчезват през 90-те години на XX век. Конструкцията на църквата е от каменни стени и каменни арки. Има три кораба, разделени с колонади. Над централния кораб има купол върху барабан. Страничните кораби са прекъснати от балкони. Апсидата на изток е с ламарирено покритие. Църквата има интересна фасада и създава впечатление за двуетажна сграда. Има вход с портик с кръгли колони и капители, издълбани с флорални орнаменти.